# Список умерших в 1921 году
В этой статье представлен список известных людей, умерших в 1921 году.
- См. также: Категория:Умершие в 1921 году

## Январь
- 2 января — Франц Дефреггер (85) — австрийский художник жанровой и исторической живописи.
- 2 января — Дмитрий Чернов — русский металлург и изобретатель.
- 2 января — Александр Пархоменко (34) — участник Гражданской войны, член партии с 1904 года.
- 6 января — Лев Карпов (41) — российский и советский учёный, основатель Центральной химической лаборатории ВСНХ (ныне — Физико-химический институт им. Л.Я. Карпова), один из создателей советско-российской химической промышленности; заражение крови.
- 8 января — Леонид Позен (71) — украинский скульптор-передвижник.
- 21 января — Леонард Гиршман (81) — русский профессор медицины, глазной хирург XIX — начала XX века, основатель Глазной клиники Харьковского университета.
- 23 января — Николай Леонтович (43) — украинский композитор, хоровой дирижер — общественный деятель, педагог.
- 28 января — Павел Бенкендорф (67) — русский военный и государственный деятель, генерал от кавалерии, обер-гофмаршал.
- 28 января — Савватий Березняк — педагог, экономист.

## Февраль
- 1 февраля — Мади Бапиулы (41) — казахский акын, певец и композитор.
- 3 февраля — Макс Зах — американский альтист и дирижёр австрийского происхождения.
- 8 февраля — Пётр Кропоткин (78) — русский революционер, теоретик анархизма, географ, историк, литератор.
- 15 февраля — Николай Ланге (62) — русский психолог.
- 19 февраля — Мокий Кабаев — уральский казак, старообрядческий священник.
- 19 февраля — Дмитрий Романовский (59) — российский врач-терапевт, автор метода «Окрашивание по Романовскому».

## Март
- 7 марта — Оттокар Адеркас (61) — Деятель общественного призрения.
- 7 марта — Александр Дутов (40) — атаман Оренбургского казачества.
- 16 марта — Адриан Кащенко (62) — украинский писатель-историк.
- 17 марта — Николай Жуковский (74) — выдающийся русский учёный, создатель аэродинамики как науки.
- 27 марта — Гарри Баррон (73) — британско-австралийский военный и политический деятель.
- 28 марта — Агенор Голуховский (72) — австро-венгерский политик и государственный деятель, дипломат.

## Апрель
- 5 апреля — Альфонс Дипенброк (58) — нидерландский композитор, музыкальный критик, эссеист.
- 19 апреля — Карп Майстрюк

## Май
- 1 мая — Иллиодор Померанцев (73) — русский астроном-геодезист.
- 2 мая — Йосеф Хаим Бренер — еврейский писатель, литературный критик и переводчик, один из пионеров современной литературы на иврите.
- 2 мая — Василий Латышев (65) — русский филолог-классик, эпиграфист и историк. Академик.

## Июнь
- 4 июня — Вардгес Суренянц (61) — армянский живописец и график, теоретик искусства.
- 5 июня — Жорж Фейдо (58) — французский комедиограф.
- 8 июня — Натали Бауэр-Лехнер (63) — австрийская скрипачка, альтистка и музыкальный педагог.
- 11 июня — Леонид (Католикос-патриарх Грузинский) (61) — иерарх Грузинской православной церкви, с 1918—1921 — католикос-патриарх Грузии.

## Июль
- 2 июля — Михаил Эйзенштейн (53) — российский архитектор.
- 4 июля — Антоний Грабовский (64) — польский инженер-химик, один из первых эсперанто-поэтов, известен как «отец поэзии на эсперанто».
- 5 июля — Александр Мишон — фотограф, кинематографист, журналист, редактор и издатель. Основатель Бакинского фотографического кружка, член-фотограф Парижской национальной академии.
- 9 июля — Марианна Брандт (78) — австрийская и немецкая оперная певица.
- 18 июля — Бехбуд хан Азад хан оглы Джаваншир — азербайджанский политический и государственный деятель, дипломат, министр внутренних дел Азербайджана (1918) и заместитель министра торговли и промышленности Азербайджанской Демократической Республики.
- 19 июля — Владислав Клембовский (61) российский военачальник, генерал от инфантерии.
- 24 июля — Валериан Абаковский(25) — конструктор аэромотовагона.
- 24 июля — Фёдор Сергеев (38) — российский революционер, советский политический деятель.
- 24 июля — Джон Фриман — деятель рабочего движения США и Австралии.
- 28 июля — Лео Штайн (60) — австрийский драматург и либреттист.

## Август
- 1 августа — Софроний (Смирнов) (93) — архимандрит, преподобный, местночтимый святой Украинской Православной Церкви.
- 2 августа — Энрико Карузо (48) — итальянский оперный певец (тенор); гнойный плеврит.
- 7 августа — Александр Блок (40) — русский поэт; воспаление сердечных клапанов.
- 12 августа — Пётр Боборыкин (84) — русский писатель, драматург, журналист.
- 19 августа — Мокий Кабаев — уральский казак, старообрядческий священник.
- 22 августа — Вильгельм Кирхнер (73) — немецкий зоотехник, профессор, известный трудами по молочному хозяйству.
- 24 августа (предположительно) — Николай Гумилёв (35) — русский поэт Серебряного века, создатель школы акмеизма, переводчик, литературный критик, путешественник, офицер; расстрелян по делу о так наз. «Таганцевском заговоре» вместе с 60-ю другими «заговорщиками».
- 28 августа — Иван Андрух (29) — украинский военно-политический деятель, командир полка Действенной армии УНР.
- 29 августа — Владимир Таганцев — российский географ, профессор.

## Сентябрь
- 22 сентября — Иван Вазов (71) — один из известнейших болгарских поэтов, называемый часто «патриархом болгарской литературы».

## Октябрь
- 29 октября — Константин Андреев (73) — русский математик, член-корреспондент Академии наук.
- 30 октября — Джеймс Мёрдок (65) — британский учёный, историк-японист, журналист, писатель.
- 31 октября — Кириак Костанди (69) — известный украинский художник, греческого происхождения.

## Ноябрь
- 11 ноября — Ипполит Прянишников (74) — русский певец (баритон), режиссёр, педагог.
- 12 ноября — Фернан Кнопф (63) — бельгийский художник, график, скульптор и искусствовед, главный представитель бельгийского символизма.
- 17 ноября — Михаил Белинский (38) — украинский военный и государственный деятель.
- 18 ноября — Лидия Яворская (49 или 50) — русская актриса.
- 22 ноября — Аугуст Вейценберг (84) — эстонский скульптор, последователь классицизма, основатель эстонской скульптуры.
- 22 ноября — Яан Коорт (84) — эстонский скульптор, художник и специалист по керамики.
- 25 ноября — Иван Перлик (52) — российский и украинский военный деятель.

## Декабрь
- 5 декабря — Самуэль Познанский (57) — раввин реформированного иудаизма, главный раввин и казначей варшавской Большой синагоги.
- 6 декабря — Николай Янчук (62) — этнограф, фольклорист, антрополог, литературовед и писатель.
- 7 декабря — Юлия Жемайте (76) — литовская писательница, прозаик и драматург.
- 8 декабря — Александр Никитский (62) — русский филолог-эпиграфист, академик, член Императорского Православного Палестинского Общества.
- 23 декабря — Артур Рафалович (68) — экономист.
- 25 декабря — Владимир Короленко (68) — русский писатель украинского происхождения, журналист, публицист, общественный деятель.

## Дата неизвестна или требует уточнения
- Вацлав Гавел (59 или 60) — австро-венгерский (чешский) предприниматель из рода, известного с XVIII века; дед 1-го Президента Чехии Вацлава Гавела.